# Minyeo Gong Shim-i
Minyeo Gong Shim-i (미녀 공심이?, lett. La bella Gong Shim; titolo internazionale Beautiful Gong Shim, conosciuto anche come Pretty Ugly, Remember, Beast's Beauty e Dear Fair Lady Gong Shim) è una serie televisiva sudcoreana trasmessa su SBS dal 14 maggio al 17 luglio 2016.

## Trama
Gong Shim si sente sempre eclissata dalla sorella maggiore Gong Mi per il modo in cui la gente le tratta. La bella Gong Mi, che lavora in uno studio legale di alto livello, mantiene tutta la famiglia, mentre Gong Shim, considerata brutta e sgraziata, è disoccupata. La ragazza, inoltre, ha dovuto utilizzare tutti i suoi soldi per procurarsi una stanza sul tetto della casa in affitto in cui vive la sua famiglia, dopo che la sua camera da letto è stata trasformata nella cabina-armadio di Gong Mi.
Desiderando guadagnare per trasferirsi in Italia e realizzare il suo sogno di diventare un'artista, Gong Shim decide di affittare la sua stanza sul tetto e incontra così Ahn Dan-tae, un avvocato che lavora come volontario per le persone bisognose nonostante il carattere da delinquente. Dopo molti malintesi, Dan-tae si trasferisce nella stanza sul tetto e, dandogli una mano, fa amicizia con Joon-soo, il figlio di una famiglia benestante. La nonna di Joon-soo è addolorata per la perdita del suo vero nipote di sangue, Joon-pyo, rapito da bambino. L'anziana signora si affeziona presto a Dan-tae e gli affida il compito di trovare il nipote perduto.
Intanto, Gong Shim viene scelta come segretaria del padre di Joon-soo perché la moglie dell'uomo pensa che sia meglio avere una dipendente brutta e incapace piuttosto che una bella.  Gong Shim si adatta gradualmente alla società con l'aiuto di Joon-soo, del quale si innamora. Dan-tae, tuttavia, diventa geloso dell'affetto che la ragazza mostra per il loro comune amico. Inizia anche a diventare chiaro che Dan-tae potrebbe essere Joon-pyo, sebbene non ricordi di essere stato rapito e di aver assistito alla morte della madre. Gong Mi diventa rivale della sorella quando conosce accidentalmente Joon-soo e decide di avvicinarsi a lui perché è ricco.

## Personaggi
- Ahn Dan-tae, interpretato da Namgoong Min e Jo Yeon-ho (da giovane)
- Gong Shim, interpretata da Bang Min-ah
- Seok Joon-soo, interpretato da On Joo-wan
- Gong Mi, interpretata da Seo Hyo-rim
- Joo Jae-boon, interpretata da Oh Hyun-kyung
- Gong Hyuk, interpretato da Woo Hyeon
- Nam Soon-cheon, interpretata da Jung Hye-sun
- Yeom Tae-hee, interpretata da Kyeon Mi-ri
- Seok Dae-hwang, interpretato da Kim Il-woo
- Yeom Tae-cheol, interpretato da Kim Byeong-ok
- Madre naturale di Seok Dae-hwang, interpretata da Sunwoo Yong-nyeo
- Cheon Ji-yeon, interpretata da Bang Eun-hee
- Ahn Soo-young, interpretato da Choi Hong-il

## Ascolti
| Episodio | Data di trasmissione | Dati TNMS           | Dati TNMS                  | Dati AGB            | Dati AGB                   |
| Episodio | Data di trasmissione | A livello nazionale | Area metropolitana di Seul | A livello nazionale | Area metropolitana di Seul |
| -------- | -------------------- | ------------------- | -------------------------- | ------------------- | -------------------------- |
| 1        | 14 maggio 2016       | 7,6%                | 9,4%                       | 8,9%                | 10,4%                      |
| 2        | 15 maggio 2016       | 7,3%                | 8,9%                       | 9,6%                | 10,9%                      |
| 3        | 21 maggio 2016       | 8,2%                | 9,2%                       | 10,7%               | 12,0%                      |
| 4        | 22 maggio 2016       | 9,0%                | 10,6%                      | 10,4%               | 12,4%                      |
| 5        | 28 maggio 2016       | 10,4%               | 12,0%                      | 11,1%               | 12,8%                      |
| 6        | 29 maggio 2016       | 10,5%               | 12,0%                      | 11,2%               | 12,8%                      |
| 7        | 4 giugno 2016        | 9,3%                | 11,7%                      | 10,9%               | 13,7%                      |
| 8        | 5 giugno 2016        | 12,0%               | 14,7%                      | 13,6%               | 15,8%                      |
| 9        | 11 giugno 2016       | 9,3%                | 11,2%                      | 12,1%               | 13,8%                      |
| 10       | 12 giugno 2016       | 9,7%                | 11,6%                      | 13,2%               | 14,8%                      |
| 11       | 18 giugno 2016       | 11,2%               | 14,3%                      | 13,1%               | 15,2%                      |
| 12       | 19 giugno 2016       | 10,1%               | 12,6%                      | 13,1%               | 14,7%                      |
| 13       | 25 giugno 2016       | 9,7%                | 12,2%                      | 12,3%               | 14,2%                      |
| 14       | 26 giugno 2016       | 10,9%               | 12,9%                      | 14,2%               | 17,2%                      |
| 15       | 2 luglio 2016        | 11,7%               | 13,5%                      | 13,5%               | 14,7%                      |
| 16       | 3 luglio 2016        | 11,4%               | 14,0%                      | 13,0%               | 14,4%                      |
| 17       | 9 luglio 2016        | 11,1%               | 12,8%                      | 12,9%               | 14,9%                      |
| 18       | 10 luglio 2016       | 11,7%               | 14,2%                      | 13,1%               | 15,0%                      |
| 19       | 16 luglio 2016       | 11,3%               | 13,1%                      | 14,8%               | 16,4%                      |
| 20       | 17 luglio 2016       | 12,8%               | 15,6%                      | 15,1%               | 16,3%                      |
| Media    | Media                | 10,26%              | 12,33%                     | 12,34%              | 14,12%                     |

## Colonna sonora
1. Struggling To You (힘들어하는 너에게) – Woo Ye-rin
2. My First Kiss – Bang Min-ah
3. My Face Is Burning (화끈화끈해) – Choi Sang-yup
4. Love Cells (연애세포) – Jang Woo-ram
5. Found (찾았다) – CoffeeBoy
6. You Look Pretty (예뻐보여) – DinDin & Juniel
7. Waiting For You (기다린다) – Nell
8. Again (자꾸만) – Wheesung
9. If It's You (그대라면) – Yeoeun (Melody Day)

## Riconoscimenti
| Anno | Premio           | Categoria                                              | Ricevente                  | Risultato       |
| ---- | ---------------- | ------------------------------------------------------ | -------------------------- | --------------- |
| 2016 | SBS Drama Awards | Grand Prize (Daesang)                                  | Namgoong Min               | Candidato/a     |
| 2016 | SBS Drama Awards | Top Excellence Award, Actor in a Romantic-Comedy Drama | Namgoong Min               | Vincitore/trice |
| 2016 | SBS Drama Awards | Excellence Award, Actress in a Romantic-Comedy Drama   | Bang Min-ah                | Vincitore/trice |
| 2016 | SBS Drama Awards | Special Award, Actor in a Romantic-Comedy Drama        | On Joo-wan                 | Vincitore/trice |
| 2016 | SBS Drama Awards | Special Award, Actress in a Romantic-Comedy Drama      | Seo Hyo-rim                | Candidato/a     |
| 2016 | SBS Drama Awards | Best Couple Award                                      | Namgoong Min e Bang Min-ah | Candidato/a     |
| 2016 | SBS Drama Awards | Top 10 Stars Award                                     | Namgoong Min               | Vincitore/trice |
| 2016 | SBS Drama Awards | New Star Award                                         | Bang Min-ah                | Vincitore/trice |
| 2016 | SBS Drama Awards | Idol Academy Award – Best Eating                       | Namgoong Min               | Candidato/a     |